# Ratkó-korszak
A Rákosi-korszakon belüli Ratkó-korszak Ratkó Anna 1949 és 1953 közötti népjóléti, majd egészségügyi miniszterségének, illetve tágabban az 1950 és 1955 közötti fél évtizednek a népesedéspolitikára utaló elnevezése. Az abortusztilalom és a gyermektelenségi adó miatt a természetes szaporodás üteme ezekben az években jelentősen nőtt. (1954-ben tetőzött.) A terhességmegszakítás tilalmát 1956 júniusában oldották fel, a gyermektelenségi adót pedig az 1956-os forradalom után törölték el. Az ebben a félévtizedben (1950-1955) született népes generációt Ratkó-gyerekeknek hívják. (A fogalom a társadalomkutatásban a generációs korcsoportok magyar viszonylatú felosztásában lényegi szerepet kapott. Ők alkotják az úgynevezett Nagy generációt.)

## „Ratkó-gyerekek” és „Ratkó-unokák”

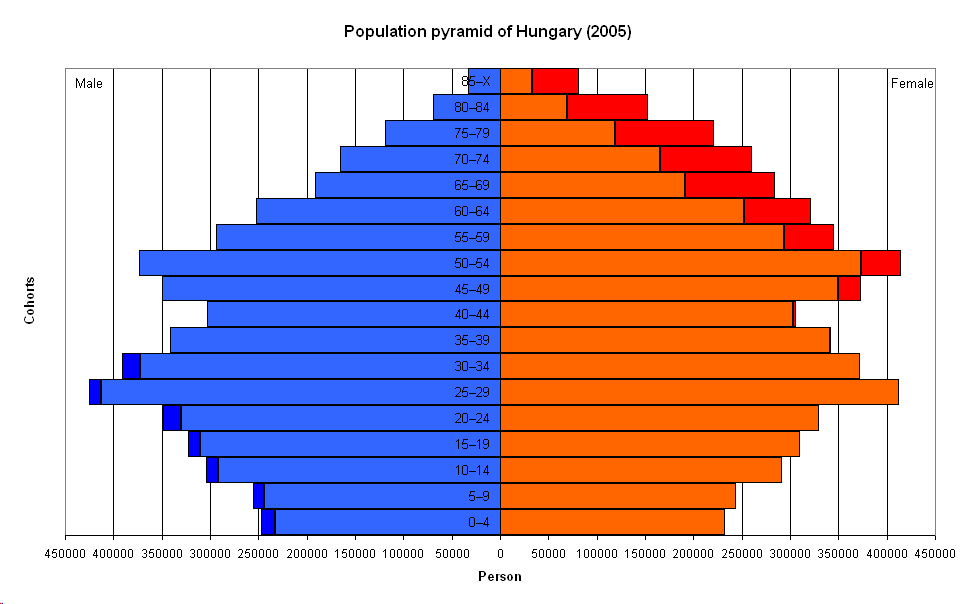
A Ratkó-gyerekek és unokák Magyarország korfáján

A 2000-es évek harmincévesei (1973-1977 között születettek) az úgynevezett Ratkó-unokák, a Ratkó-gyerekek gyerekei. Szüleik korosztálya rendkívül népes volt és részben a sok, családra vágyó fiatal, részben a korabeli születésösztönző intézkedések következtében az 1974-es és az 1975-ös év demográfiai csúcsot hozott. A korosztály az általános iskolát még a Kádár-rendszer idején végezte, de a középiskolai tanulmányaik nagyobb része már a rendszerváltás utánra esett. A külföldre utazás számukra így nem jelentett rendkívüli eseményt. Nagyon aktív korosztály: alig tízezer harmincéves vonult ki a munkaerőpiacról, és csak hat-hétezer volt köztük a munkanélküli. A többiek – 160 ezren – dolgozók.[forrás?] (A közbeszédben és a populáris kultúrában néha használatos rájuk a Kis generáció megnevezés.) 
A korabeli munkaerő-piaci elemzésekben és társadalompolitikai tanulmányokban gyakran említik a Ratkó-gyerekeket és a Ratkó-unokákat, erre vezették vissza, hogy Magyarországnak akkoriban nem volt akut demográfiai problémája. A Ratkó-gyerekek még, a Ratkó-unokák már a munkaerőpiacon voltak, a kereső-eltartott arány emiatt a 2010-es évekig viszonylag kedvezően alakult. A Ratkó-gyerekek nyugdíjba vonulásával feltehetőleg pótlólagos erőforrások bevonására lesz szükség a munkaerőpiacon.